# Église Saint-Martin de Sare
Pour les articles homonymes, voir Église Saint-Martin.
L'église Saint-Martin est une église catholique située à Sare, en France. Elle est située au centre du bourg, dont la position au sommet d’une colline indique l'ancienneté d’un noyau de peuplement cherchant à se mettre à l’abri des convoitises des brigands. L’église elle-même est un édifice fortifié. Sa décoration intérieure est classée par le ministère de la Culture depuis 1982.

## Localisation
L'église est située à Sare, dans le département français des Pyrénées-Atlantiques. Elle constitue, avec la mairie et le fronton, le triptyque classique au Pays basque, au sein du quartier Plaza — « la Place » —, qui a probablement accueilli le noyau urbain primitif de la localité. Le quartier est juché sur un mamelon, comme beaucoup de foyers de peuplement au Moyen Âge, pour assurer sa défense. Derrière l’église Saint-Martin, la maison Ospitalia semble indiquer qu’une étape du pèlerinage de Saint-Jacques-de-Compostelle, bien qu’éloignée des voies principales, a existé dans le village.

## Historique
Le Livre d'or de la cathédrale de Bayonne (ou cartulaire de la cathédrale de Bayonne) indique en 1142 que la paroisse de Sare possède une église,. L'église actuelle a conservé quelques vestiges de cette époque, en particulier les fondations des murs porteurs.
Elle fut surélevée à l’initiative et sur les deniers du curé Pedro de Axular en 1641. Comme partout au Pays basque, la vague de conversions au christianisme du XVIe siècle et du début du XVIIe siècle nécessita l’augmentation de la capacité d’accueil des églises. On doit à l’évêque de Bayonne l’idée de répliquer le système des galeries existant dans les trinquets, et d’ériger à partir de 1556 des tribunes en bois dans les églises.
L'église est dédiée depuis l'origine à saint Martin de Tours, auquel vint s'ajouter, en 1837, une dévotion à Marie. Quelque 3 700 édifices religieux sont consacrés, en France, à saint Martin.
L'édifice est inscrit au titre des monuments historiques en 1982, pour son décor intérieur.

## Description

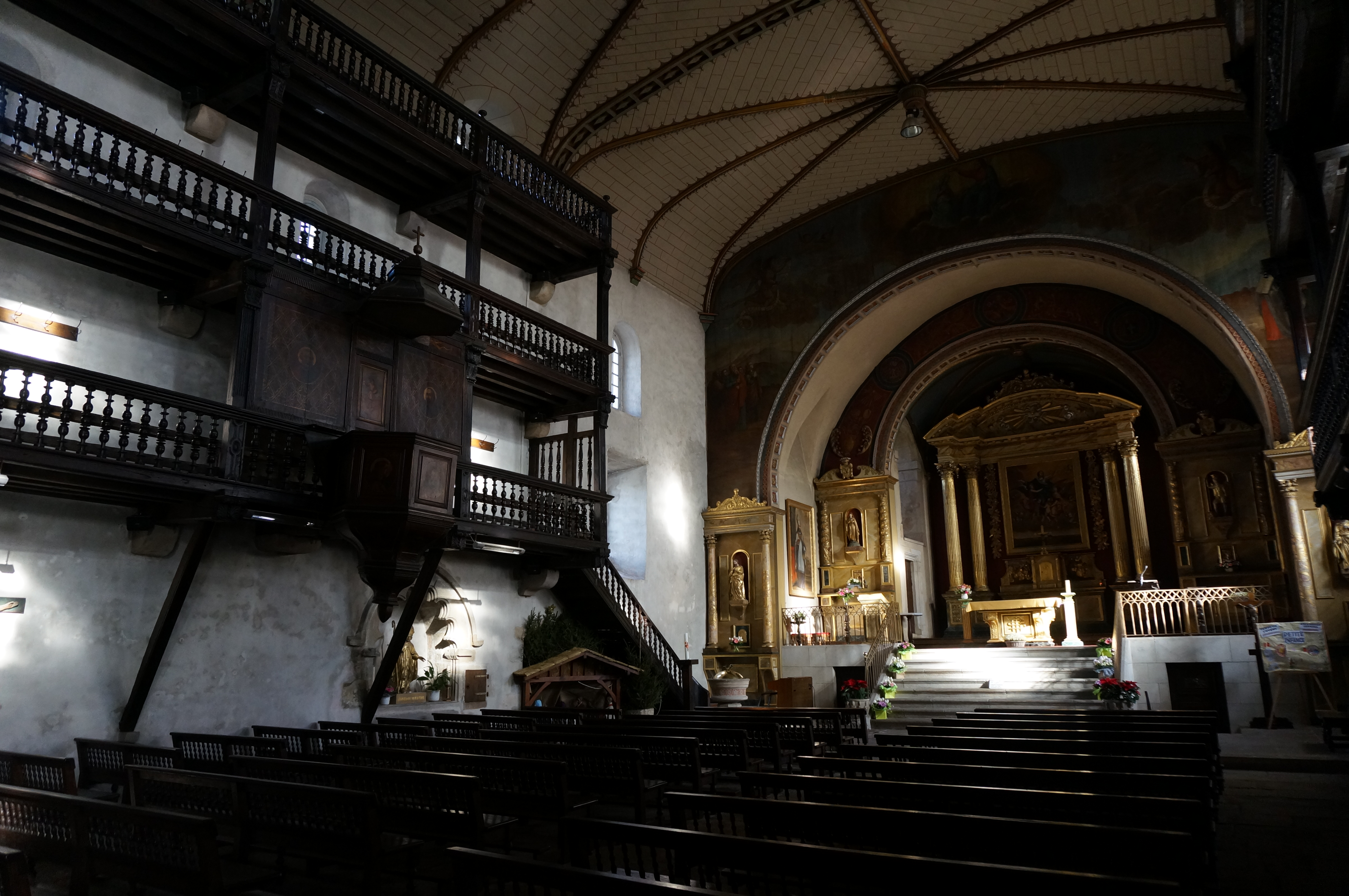
Intérieur de l'église.

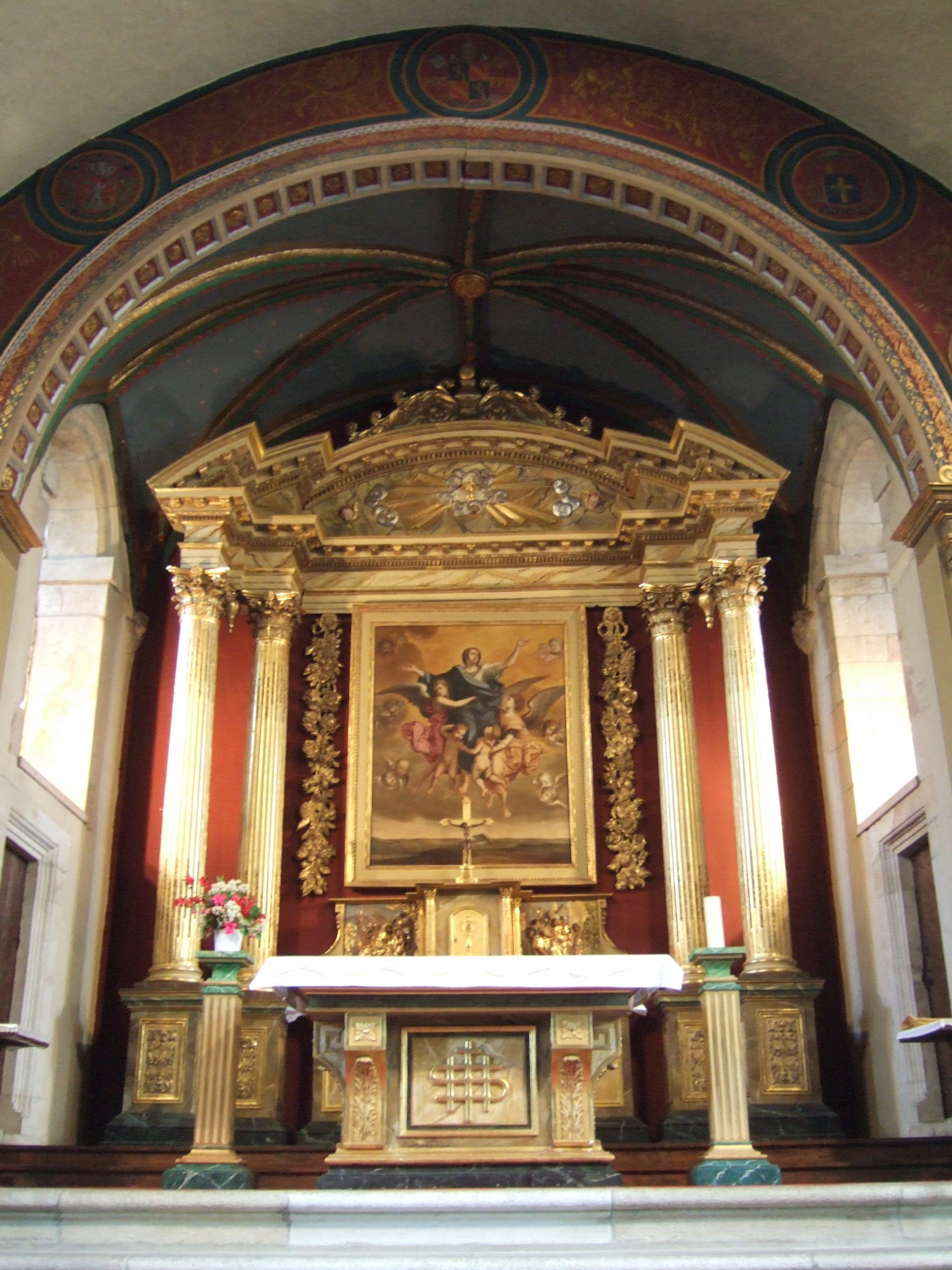
Autel.

Il s’agit d’un édifice rectangulaire dont les dimensions intérieures sont de 36,75 m de long pour une largeur de  15,80 m ; sa nef s’élève à 12,75 m de hauteur ; elle est dominée par un clocher qui culmine à 30 m et dont la fonction semble avoir été, outre de contenir les cloches, la surveillance du cirque de frontière qui suit la ligne de crête. Il s’agit d’une église fortifiée, dont les murs de base sont d’une épaisseur de 1,20 m. L’église Saint-Martin, avec ses trois galeries en « U », offre environ 700 places assises. 
Elle recèle un ensemble de mobilier — cinq autels, cinq retables, une clôture de chœur, des lambris de revêtement, un escalier, des tableaux et des statues — inventorié par le ministère de la Culture. D'autre part, une plaque — Orai den seroraren eta izanen direnen jar lekua eta hobia - « Ceci est le siège et le caveau de la benoîte actuelle et de celles à venir » — signale la tombe et la place traditionnelle des benoîtes. 
Sur le mur du clocher, au-dessus de l'horloge, se trouve une plaque portant l'inscription : « Oren guziek dute gizona kolpatzen azkenekoak du hobirat egortzen » (« toutes les heures blessent l'homme, la dernière l'envoie au tombeau »). 
L’orgue de l’église, œuvre de Gaston Maille, est en place depuis 1904 ; il a fait l'objet d'une restauration en 2014.